# Яропольский, Георгий Борисович
Гео́ргий Бори́сович Яропо́льский (17 декабря 1958, Новосибирск — 21 ноября 2015, Нальчик) — российский поэт и переводчик. Состоял в Союзе писателей России, Союзе «Мастера литературного перевода» и Клуба писателей Кавказа. Член редколлегии международного поэтического интернет-альманаха «45-я параллель».

## Биография
Родился в студенческой семье. По окончании родителями (Борисом Владимировичем, уроженцем Харбина, и Дианой Аркадьевной, уроженкой Кемерово) Новосибирского института связи переехал вместе с ними в Нальчик, где в 1981 году окончил английское отделение Кабардино-Балкарского государственного университета.
Скончался 21 ноября 2015 года в г. Нальчике.

## Творчество
Первые стихотворные публикации появились в 1976 году.
В 1980 начал переводить основоположника балкарской поэзии Кязима Мечиева, а также современных кабардинских и балкарских авторов.
Первая переводная книга — «Слово» Абдуллаха Бегиева (1986).
Первый авторский сборник — «Пролог» — вышел в 1989 году.
В предисловии ко второй книге — «Акт третий, сцена первая» (1993) — Евгений Рейн писал:
Стихи Георгия Яропольского отличают «хищный глазомер» (по выражению Мандельштама) и та самая мощная струя лирического звука, которая свидетельствует о подлинности поэзии. Образно говоря, яблоки, которые выращивает в своем саду Яропольский, съедобны и питательны, это вовсе не восковые муляжи, которые с такой рекламой продаются сегодня со множества поэтических лотков.
В паузе между вторым и третьим сборником стихи и переводы кабардинских (Али Шогенцуков, Афлик Оразаев, Борис Утижев и др.) и балкарских (Али Байзуллаев, Хамзат Батырбеков, Мурадин Ольмезов и др.) публиковались в журнале «Литературная Кабардино-Балкария» и других периодических изданиях.
Перевёл романы «Это — поле боя» Грэма Грина и «Белый отель» Д. М. Томаса, опубликованные в 1996.
В 2000 у Ибрагима Бабаева вышла книга «Колыбельная для молнии», составленная в основном из переводов Георгия Яропольского.
В 2003 напечатан сборник «Реквием по столетию», за ним последовала «Сфера дымчатого стекла» (2005). Обе книги получили положительные отзывы в прессе.
В серии «32 полосы» вышла книга «Я не тот человек» . В предисловии к ней Марина Кудимова пишет:
Число объектов, которыми оперирует в стихах Яропольский, не изменилось со времен  Гомера: Бог, жизнь, смерть, любовь. И память, цементирующая эту великую четвёрку. И природа, в горниле которой калится человек, поочерёдно то принимая, то отвергая себя, то видя себя, то теряя в системе зеркал, косо отражающих бытие и пугающих тьмой небытия:

И в зеркальную гладь
всё гляжу исподлобья,
не желая признать
достоверность подобья. 
Разорвать этот круг не удалось никому из художников, как ни изощрялись они. А вот вписать в него свой штрих-код, расширить его границы, хоть на мгновение привести  к власти гармонию и одолеть ужас хаоса, «с землёю небо воссоединить», — это некоторым, в том числе и поэту Яропольскому, выпало.
Книгу «Хо́лмы Хлама», вышедшую в той же серии, составили три поэмы, объединённые раздумьями о сути истекшего столетия. Само числительное XX Яропольский представил некоей аббревиатурой, расшифровав её как Хо́лмы Хлама. Итоговый триптих стал авторским реквиемом по XX веку.
В период с 2001 года и вплоть до ухода из жизни активно занимался переводами с английского: романы Д. М. Томаса, Мартина Эмиса, Дэвида Митчелла, Филипа Дика, Джонатана Кэрролла, Лоуренса Норфолка, Чайны Мьевиля, Стивена Холла, Марка Хелприна и других. Александр Гузман называл Яропольского в числе лучших современных переводчиков.
Отдельное направление — переводы стихов Филипа Ларкина, часть которых уже получила определённую известность.
В конце 2010 вошёл в состав редколлегии международного поэтического сетевого альманаха «45-я параллель» и подготовил там страницы Марины Кудимовой, Иосифа Бродского, Бориса Утижева, Мурадина Ольмезова и др. авторов.
В 2011 году опубликована книга [www.livelib.ru/book/1000592572 «Нечто большее»], вобравшая в себя новые стихи, поэмы и некоторые переводы.

### Авторские публикации
- Пролог. Стихи. Нальчик: Эльбрус, 1989.
- Акт третий, сцена первая. Стихи. Нальчик: Эльбрус, 1993.
- Реквием по столетию. Стихотворения и поэмы. Нальчик: Эльбрус, 2003.
- Сфера дымчатого стекла. Стихотворения. Нальчик: Эльбрус, 2005.
- Крокодиловы слёзы. Стихи. Ростов-на-Дону, «Ковчег», 2008, № 6(XXI).
- Потерянный ад. Поэма. Нальчик: Издательство М. и В. Котляровых, 2008.
- Нам нечего делить. Стихи. «Дети Ра», 2009, № 1 (51).
- Амальгама. Стихи. Ростов-на-Дону, «Ковчег», 2010, № 2(XXVII).
- Обратный отсчёт. Малый свод абсурдов. Поэма. «Футурум АРТ», 2009, № 1-2 (20- 21).
- Зависть. Стихи. Ставрополь, «Южная звезда», 2010, № 2.
- Окно открыто в дождь. Стихи. «Дети Ра», 2010, № 5 (67).
- Я не тот человек. Стихи. Таганрог: Нюанс, 2010.
- Холмы Хлама. Триптих. Таганрог: Нюанс, 2011.
- [www.livelib.ru/book/1000592572 Нечто большее. Стихотворения и поэмы. Нальчик: Эльбрус, 2011.]
- Пустырь как цитата. Стихи. Новосибирск, «Сибирские огни», 2011, № 10.
- Оборотень. Стихи. Таганрог: Нюанс, 2012.
- Сомкнутые дни. Стихи. Красноярск, «День и ночь», 2012, № 4.
- Спицею в колесе. Стихи. Ростов-на-Дону, «Ковчег», 2013, № 1(XXXVIII).
- Пылающий диван. Поэма-плакат. «Дети Ра», 2013, № 3 (101).
- Посреди эпох. Стихи. «Дети Ра», 2013, № 7 (105).
- Боковое зрение. «Литературная газета», 2014, № 8 (6451) (26-02-2014).
- Набор слов. «Гостиная», выпуск 4 (58), 2014.
- Симпатический свет. Стихи. «Поэтоград», 2014, № 48 (149).
- Зимнее время. «Крещатик», 2014, № 4 (66).
- Кремнистый путь. Венок строф. «Кольцо А», 2014, № 77.
- Каинозой. «Релга», 2015, № 2.
- Горсть монет. «Сибирские огни», 2015, № 2.
- Чудесное посещение №3. «Крещатик», 2015, № 1.

### Переводы
- Абдуллах Бегиев. Слово. Книга стихов. Нальчик: Эльбрус, 1986.
- Кязим Мечиев. Стихи разных лет. «Дружба народов»,1990, № 10.
- Грэм Грин. Это — поле боя. Роман. Нальчик: Эль-Фа, 1996.
- Д. М. Томас. Белый отель. Роман. Нальчик: Эль-Фа, 1996; М.: Эксмо; СПб: Валери СПД, 2002; М.: Эксмо; СПб: Домино, 2004.
- Ибрагим Бабаев. Колыбельная для молнии. Стихи и поэмы. Нальчик: Эльбрус, 2000.
- Д. М. Томас. Арарат. Роман. М.: Эксмо; СПб: Валери СПД, 2003.
- Кязим. Стихи, поэмы. Нальчик: Полиграфсервис и Т, 2003.
- Апокалипсис Святого Иоанна Богослова. Стихотворное переложение. Нальчик: Издательство М. и В. Котляровых, 2005.
- Мартин Эмис. Лондонские поля. Роман. М.: Эксмо; СПб: Домино, 2007.
- Дэвид Митчелл. Облачный атлас. Роман. М.: Эксмо; СПб: Домино, 2007.
- Зарина Канукова. Тонкие связи. Стихотворения. Нальчик: Эльбрус, 2009.
- Кязим. Разум и голос. Стихотворения и поэмы. Нальчик: Эльбрус, 2009.
- Зарина Канукова. Цветенье чувств. Ростов-на-Дону, «Ковчег», 2009, № 1(XXII).
- Борис Утижев. Сонеты. Ростов-на-Дону, «Ковчег», 2009, № 1(XXII).
- Хамзат Батырбеков. Не покидай меня, моя тревога. Ростов-на-Дону, «Ковчег», 2009, № 3(XXIV).
- Изабель Фонсека. Привязанность. Роман. СПб: Азбука-классика, 2010.
- Мурадин Ольмезов. Дерево над кручей. Ростов-на-Дону, «Ковчег», 2010, № 4(XXIX).
- Лоуренс Норфолк. Носорог для Папы Римского. Роман. Роман. М.: Эксмо; СПб: Домино, 2010. (Перевод совместно с Н. Рудницкой.)
- Джонатан Кэрролл. Влюблённый призрак. Роман. М.: Эксмо; СПб: Домино, 2010.
- Трейси Шевалье. Прелестные создания. Роман. М.: Эксмо; СПб: Домино, 2011.
- Стивен Холл. Дневники голодной акулы. Роман. М.: Эксмо; СПб: Домино, 2011.
- Марк Хелприн. Рукопись, найденная в чемодане. Роман. М.: Эксмо; СПб: Домино, 2011.
- Чайна Мьевиль. Кракен. Роман. М.: Эксмо; СПб: Домино, 2012.
- Мурадин Ольмезов. Зеркало к зеркалу. Таганрог: Нюанс, 2012.
- Филип Дик. Шалтай-Болтай в Окленде. Роман. М.: Эксмо; 2012.
- Филип Дик. На территории Мильтона Ламки. Роман. М.: Эксмо; 2012.